# 15e bataillon de chasseurs alpins
Le 15e bataillon de chasseurs alpins (15e BCA) est une unité militaire dissoute de l'infanterie alpine française (chasseurs alpins) qui participa notamment aux deux conflits mondiaux.

## Création et différentes dénominations
- 1854 : création du 15e bataillon de chasseurs à pied (15e BCP),
- 1916 : devient 15e bataillon de chasseurs alpin (15e BCA),
- 19xx : redevient BCP ?
- 1922 : redevient 15e BCA à Teschen dans les Sudètes et prend garnison à Barcelonnette.
- 1940 : dissolution du 15e BCA,
- 1944 : nouvelle création dans la Résistance à partir de la "compagnie Stéphane" et des bataillons "Belledonne" et "Grésivaudan" des FFI.
- 1946 : nouvelle dissolution du 15e BCA en avril,
- 1948 : recréé en Autriche à Lochau le 1er avril,
- 1953 : dissolution à Mourmelon du 15e BCA,
- 1954 : nouvelle création à Vienne (Autriche) du 15e BCA,
- 1955 : dissolution à Uriage
- 1955 : nouvelle création du 15e BCA en Algérie par changement de dénomination du 2e bataillon du 99e régiment d’infanterie (1er octobre),
- 1961 : forme à Modane le C.I. (centre d'instruction) du 15e BCA (il comprend: une section d'éclaireurs skieurs, une section EOR et une section européenne composée de soldats et de son encadrement anglais). Le C.I. est placé sous les ordres du commandant : van Heems.
- 1963 : dissolution à Chambéry du 15e BCA qui devient le 13e BCA
- 1964 : forme le centre d'entraînement de commandos du 15e BCA le 1er avril, à Modane
- 1969 : nouvelle dissolution,
- 1982 : recréation du 15e BCA par changement d'appellation du 157e RIA (régiment de réserve), régiment frontière des Alpes-de-Haute-Provence et des Hautes-Alpes, soutenu par les 11e BCA (Barcelonnette), 159e RIA (Briançon) et 4e RC (Gap).
- 1994 : " bataillon de réserve de Savoie " regroupant le 53e et le 67e BCA, formé de 5 compagnies dont 3 de Haute-Savoie et 2 de Savoie.
- 1998 : dissolution en juin (disparition des régiments frontière des Alpes)

## Historique des garnisons, campagnes et batailles

### Révolution et Empire
« Ancêtre » du 15e bataillon, mais n'étant un bataillon de chasseurs à proprement parler, le 15e bataillon de chasseurs est créé à Bastia le 1er avril 1793 à partir des 2e, 3e et 4e bataillons de volontaires de la Corse qui avaient été licenciés le 5 février 1793.
Le 10 juillet 1794, le 15e bataillon de chasseurs est amalgamé avec les 2e bataillon de volontaires des Bouches-du-Rhône, 5e bataillon de volontaires de Vaucluse et 9e bataillon de volontaires du district de Lille et devient la 15e demi-brigade légère de première formation. Avec cet amalgame, le 15e bataillon de chasseurs disparaît.

### Second Empire
1854 : création du 15e bataillon de chasseurs à pied à Grenoble
1859 : participe à la campagne d’Italie (Novare et Solférino en particulier)
1870 - 1871 : participe à la guerre franco-allemande (avec l'Armée de Metz, puis avec l'Armée de l'Est)

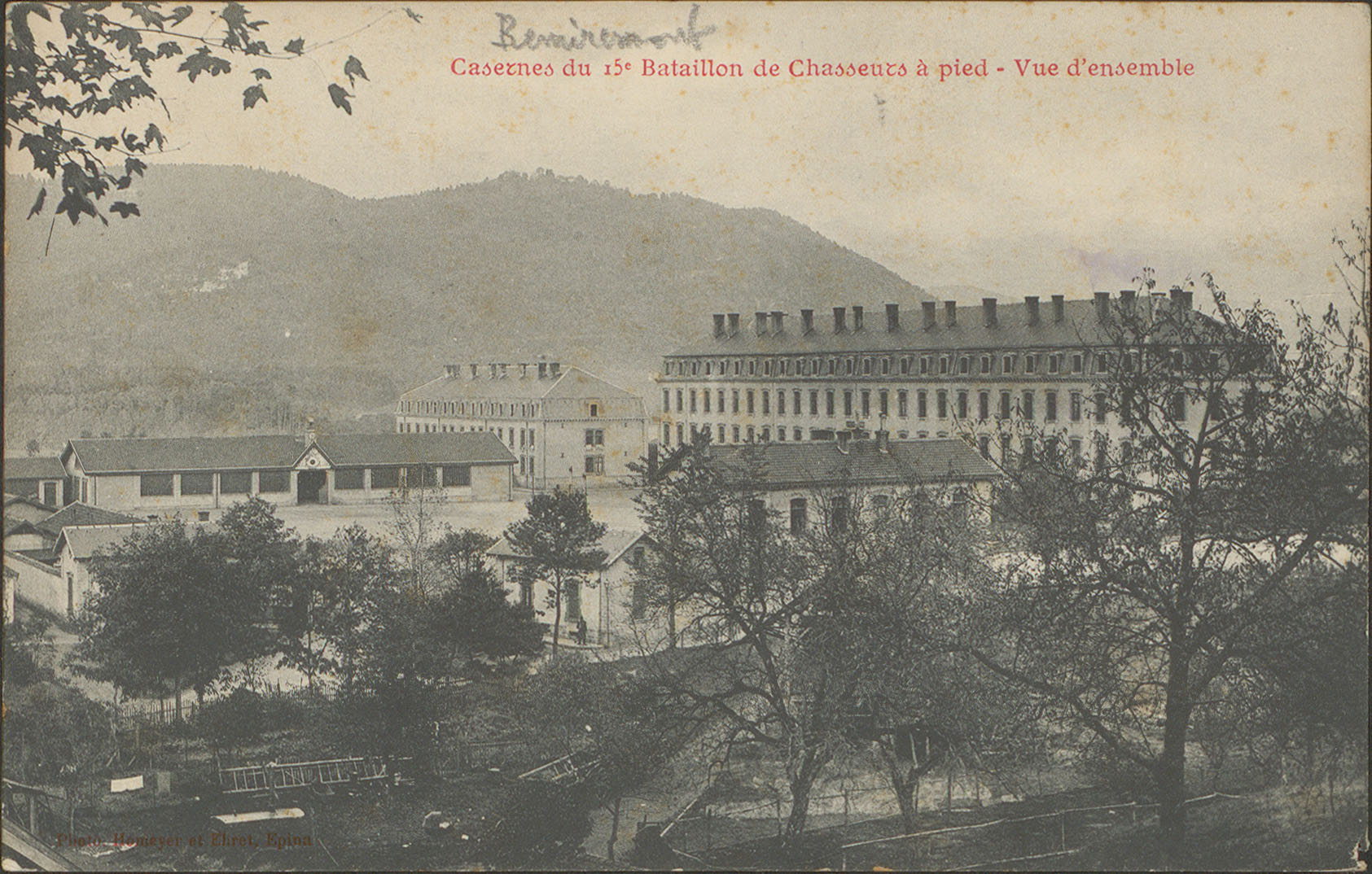
Casernes du 15e bataillon de chasseurs à pied à Remiremont.

### De 1871 à 1914
1875 - 1880 : garnison en Algérie
1884 - 1914 :  garnison à Brienne-le-Château et Remiremont, et appartient alors au 7e corps d'armée.

### Première Guerre mondiale

#### Rattachements successifs
- Casernement en 1914 : Remiremont ; 81e brigade d'infanterie; 41e division d’infanterie ; 7e corps d’armée

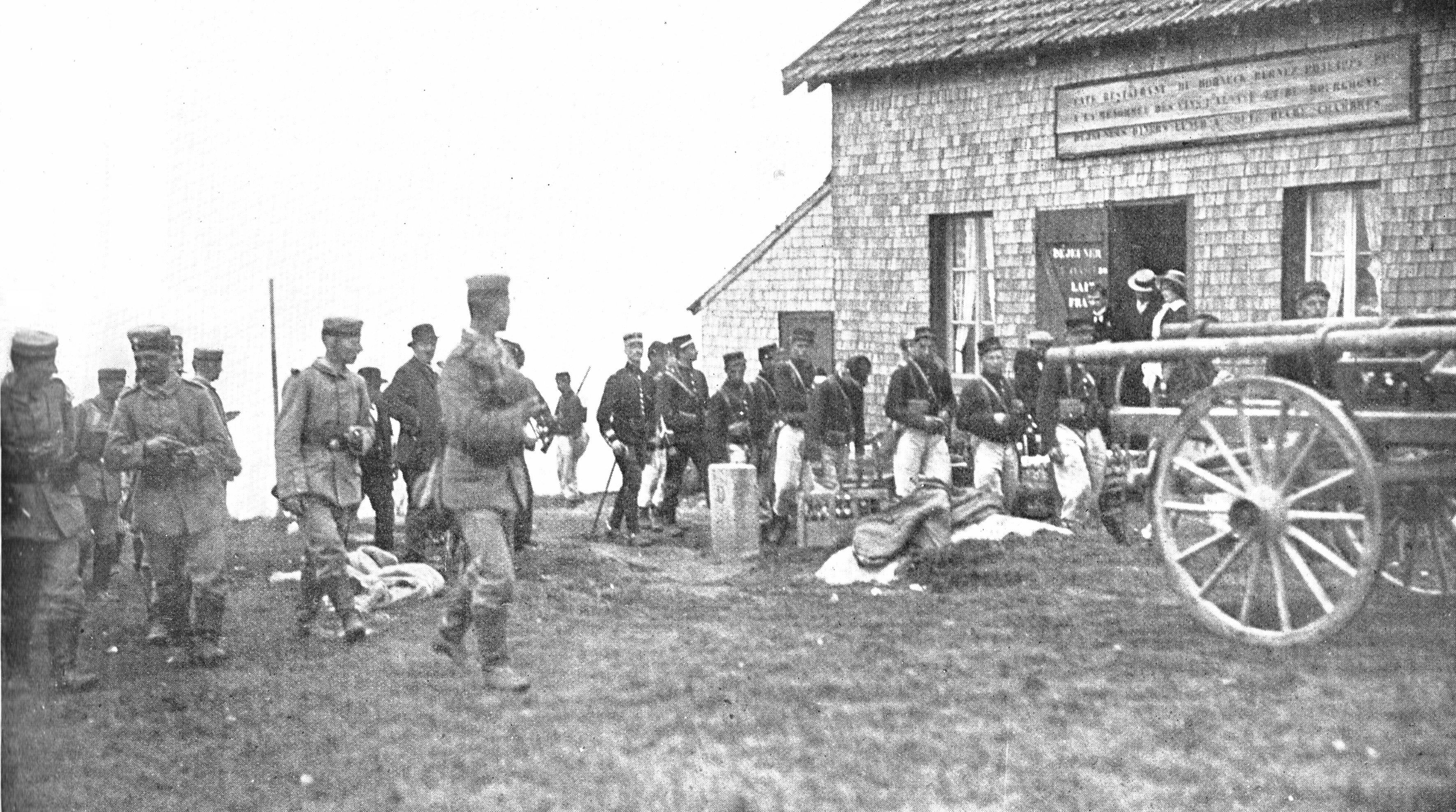
En août 1913, manœuvres au sommet du Hohneck face au allemand.

Affectations :
- 41e division d’infanterie d’août à décembre 1914
- 66e division d’infanterie de décembre 1914 à novembre 1916
- 46e division d’infanterie de novembre 1916 à novembre 1918

#### 1914
Alsace :
- Août : traverse Urbès, Wesserling, Saint-Amarin et repousse l’ennemi devant Moosch (le 6) ; prise de Cernay (le 9) ; Aspach (le 10) et entre dans Mulhouse (le 19)
- Septembre à décembre : la Lauch
- Décembre : Steinbach (le 14), Uffholtz (le 25)
- 24 décembre : attaque de la ligne Wattwiller – Uffholtz – Cernay par la 66e DI, le 15e BCP maintient sa position aux portes d’Uffholtz jusqu’au 29.

#### 1915
Alsace :
- 13 – 22 juin : attaques sur Sondernach (le 14) et Metzeral (le 21) qui est finalement occupé le 22, malgré de lourdes pertes
- 2 juillet : contre-attaque sur le sommet de l’Hilsenfirst et organisation de la position ; ces deux actions lui valent 1 citation l’ordre de l’armée.
- 27 juillet – 29 août : attaques sur la crête de Barrenkopf (le 27 juillet), sur les hauteurs du Lingekopf (le 29 juillet) ou Linge et sur la crête de Schratzmânnele (le 1er août).
- 20 septembre : attaque sur l’Hartmannswillerkopf
- 15 octobre : occupation du secteur de Rehfelsen
- 16 octobre : reprise du sommet de l’Hartmannswillerkopf
- 21 décembre : Rehfelsen

#### 1916
Alsace :
- Janvier- juin : occupation de divers secteurs du sud de l’Hartmannwillerkopf et du Reichaker
- 27 – 28 juin : le bataillon quitte l’Alsace pour le camp d’Arches
- Bataille de la Somme :
  - 20 août – 2 septembre : en ligne devant Cléry-sur-Somme (le 21 août)
  - 14 septembre : attaque au sud de Bouchavesnes
  - 21 octobre – 2 novembre : en position devant Saillisel (le 21 octobre)
- Alsace : en fin d’année le bataillon revient en Alsace et occupe les secteurs de Judenhut puis Sondernach, jusqu’à la fin de janvier 1917

.

#### 1917
- Chemin des Dames :
  - 25 mai – 25 juin: occupation du secteur de Sapigneul
  - Septembre – octobre: occupation d’un secteur dans la région de Craonne
- Italie :
  - 4 novembre: embarquement à Saint-Gilles (près de Fismes), à destination de Rezzato.
  - Stationnement, durant 2 mois, dans la région de Tiene

#### 1918
- Italie :
  - 11 - 21 février : en ligne au Monte Tomba
  - 2 – 24 mars : en secteur au Monte Ferra ou Monfenera
- 8 avril : embarquement à Padoue à destination de la France et débarquement à Gournay-en-Bray le 12.
- 12 – 26 : stationnement à Amiens
- Fin avril : transporté à l’ouest d’Arras : en réserve pour parer à la nouvelle offensive sur la Lys et le mont Kemmel

28 mai – 22 juin : occupation d’un secteur entre la queue de l’étang Dikkebus (Belgique) et la cote 44
- Champagne :
  - 5 juillet prise de positions en 2e ligne face à la Butte du Mesnil
  - 15 juillet : Perthes-les-Hurlus
- Somme : 
  - 5 – 6 août : transport dans la Somme
  - 7- 17 août : non engagé
  - 20 - 28 août : attaque sur Crapeaumesnil qui est occupé le 27
- 28 septembre : embarquement à Saint-Just-en-Chaussée et débarquement à Chaulnes
- 6 octobre : prise de Remaucourt
- 8 octobre : Essigny-le-Petit
- 20 – 28 octobre : occupation d’un secteur entre Étreux et Hannappes
- 4 novembre : Canal de la Sambre à l'Oise
- 11 novembre : le bataillon est stationné à Nouvion lorsque est signée l’armistice.

### Entre-deux-guerres
- 12 – 30 novembre 1918 : cantonnement à La Voirie près de Nouvion
- 1er décembre 1918 : cantonnement au Cateau-Cambrésis puis Valenciennes le 6,
- 13 décembre 1918 : remise de la fourragère par le Maréchal Pétain à Ninove (près de Bruxelles),
- 22 décembre 1918 : le bataillon traverse Bruxelles,
- 3 janvier 1919 : arrivée sur le sol alors allemand à Moresnet-Prusse],
- 8 janvier 1919 : prend ses cantonnements définitifs en Prusse rhénane à Holzweiler,
- 1922 : le 15e BCP devient 15e BCA, alors qu'il se trouve à Teschen dans les Sudètes, et se spécialise "alpin" en prenant garnison à Barcelonnette,
- 1925 participe à la campagne du Rif

### Seconde Guerre mondiale
- En 1939, forme avec le 11e et le 28e BCA la 7e demi-brigade de chasseurs alpins. Il laisse sa SES (section d'éclaireurs-skieurs) dans le secteur fortifié de Savoie.
- Aux avant-postes de la ligne Maginot en Lorraine puis en repos en haute Alsace.
- Engagé dans de durs combats au Mont-de-Soissons le 8 juin 1940 et à Fère-en-Tardenois le 9,
- Dissous en 1940.
- Recréé dans la Résistance à partir de la compagnie Stéphane et des bataillons Belledonne et Grésivaudan des FFI
- Participe à la campagne 1944-1945 dans les Alpes sous le commandement du chef de bataillon Lecoanet.

### De 1945 à 1955
- 1945 : occupation en Autriche à Feldkirch.
- Avril 1946 : dissolution.
- Recréé en Autriche à Lochau le 1er avril 1948, il reste à Bregenz jusqu'en juin 1950.
- Dissous à Mourmelon à la fin 1953.
- Recréé à Vienne en Autriche, en 1954.
- Dissous à Uriage en 1955.

### En Algérie
- Recréé en Algérie par changement de dénomination du IIe bataillon du 99e régiment d'infanterie ; Stationne dans une ancienne colonie de vacances au nord de Tigzirt, sur la côte 599 en Grande Kabylie.
- La 2e compagnie tombe dans une embuscade dans les Iflissen le 1er octobre 1956 en venant en aide à des membres de l'organisation K : 2 morts / 6 blessés dont le capitaine Maublanc.
- Forme à Modane le C.I. du 15e BCA (commando + EOR (en 1961) + section européenne) ; commandant : Van Heems.
- Au cessez-le-feu du 19 mars 1962 en Algérie, le 15e BCA crée, comme 91 autres régiments, les 114 unités de la Force Locale (Accords d'Evian du 18 mars 1962). Le 15°BCA forme une unité de la Force locale de l'ordre Algérienne, la 451° UFL-UFO, composés de 10 % de militaires métropolitains et de 90 % de militaires musulmans, qui pendant la période transitoire devaient être au service de l'exécutif provisoire algérien, jusqu'à l'indépendance de l'Algérie.
- Rentre à Chambéry à la fin de 1962, dissous fin 1963, devient 13e BCA.

### Après 1963
- Forme le 1er avril 1964 le Centre d'entraînement de commando du 15e BCA qui est dissous en août 1969.
- Recréé en 1982, par changement d'appellation du 157° RIA, sous le commandement du Colonel Beraud. En garnison de réserve à Gap.
- En 1994, migre vers les Alpes du nord comme Bataillon de réserve de Savoie regroupant le 53e BCA et le 67e BCA, formé de 5 compagnies (3 de Haute-Savoie et 2 de Savoie).
- Rattaché au 13e BCA, ayant son quartier au Roc Noir.
- Dissous en 1999.

## Traditions

### Devise
Aussi digne d'être montré à nos ennemis qu'à nos amis

### Drapeau
Comme tous les autres bataillons et groupes de chasseurs, le 15e BCA ne dispose pas d'un drapeau propre. (Voir le Drapeau des chasseurs).

### Décorations
Le bataillon reçoit la fourragère aux couleurs de la Croix de Guerre 1914-1918 le 13 novembre 1918.

## Chefs de corps
- 1854 : commandant Collin
- 1857 : commandant Lion
- 1860 : commandant Champion
- 1868 : commandant Lafouge
- 1874 : commandant Grivet
- 1877 : commandant Prax
- 1880 : commandant Daigney
- 1886 : commandant de Lardemelle
- 1891 : commandant Robiquet
- 1893 : commandant Joppe
- 1897 : commandant de Préval
- 1900 : commandant Bonnefoy
- 1908 : commandant Monterou
- 1er août 1914 – 4 janvier 1915 : commandant Duchet
- 4 janvier 1915 – 10 mars 1917 : commandant Dussauge
- 12 mars – 9 septembre 1917 : commandant Barthélémy
- 20 septembre 1917 – 2 mars 1918 : commandant Schweisguth
- 2 mars – 5 juillet 1918 : commandant Fournier
- 7 juillet 1918 – 28 mars 1919 : commandant Boucomont
- 10 avril – 28 août 1919 : commandant Touchon
- 4 septembre 1919 - ?: commandant Mellier
- 26 septembre 1926 - 25 octobre 1929 : commandant Simon
- octobre 1929 - 1933 : commandant Dessaux
- 1933 - 1936 : commandant Lorber
- 1936 - 1938 : commandant Rudlof
- 1938-1939 : commandant René Cusenier
- 27 octobre 1939 - 7 mai 1940 : commandant de Linarès
- 1940 - dissolution : commandant Risterucci
- 1944 - 1945 : commandant Lecoanet
- 1945 - 1946 : commandant Craplet
- Dissolution
- 1948 - 1950 : commandant Roca
- 1950 - ? : Commandant Chevalier
- 1955 - 1956 : commandant Pellat
- 1956 - 1958 : commandant Courbe Michollet
- 1958 - 1960 : lieutenant-colonel Blin
- 1960 - 1962 : commandant Gombeaud
- 1962 - 1963 : commandant Carlin
- 1963 : commandant Ott
- 1964 : commandant Lagarde
- 1965 - 1968 : commandant Talon
- 1968 - 1969 : commandant Gramond
- Recréation en 1982 comme bataillon de réserve par changement d'appellation du 157e RIA
- 1982 - 1983 : colonel Henri Béraud
- 1983 - 1986 : lieutenant-colonel Paul Franceschi
- 1986 - 1989 : lieutenant-colonel Paul Cézanne
- 1989 - 1992 : lieutenant-colonel Jean-Paul Ters
- 1992 - 1994 : lieutenant-colonel Hubert Tassel
- 1994 – 1997 : colonel jacques Tiollier
- 1997 - 1998 : colonel jean-Claude Miguet

## Personnalités ayant servi au sein du bataillon
- Pierre Kœnig  (18 novembre 1919 - 5 novembre 1923)

## Sources et bibliographie
- Historique du 15e bataillon de chasseurs à pied pendant la guerre 1914-1918, Nancy, Imprimerie Berger-Levrault, 30 p., lire en ligne sur Gallica.
- Bataillon de chasseurs durant la grande guerre.
- Citations collectives des bataillons de chasseurs de 1914-1918.
- Traditions et symbolique militaire
- Historique du 15e Bataillon de Chasseurs Alpins, Lt-Colonel Jean-Claude Miguet 1998.